# Онучино
Ону́чино (рос. Онучино, марій. Онучино) — присілок у складі Параньгинського району Марій Ел, Росія. Входить до складу Ільпанурського сільського поселення.

## Населення
Населення — 3 особи (2010; 8 у 2002).
Національний склад (станом на 2002 рік):
- росіяни — 62 %
- марі — 38 %